# خوزه یوشیماتز
خوزه یوشیماتز (اسپانیایی: José Youshimatz‎؛ زادهٔ ۱۰ مهٔ ۱۹۶۲) دوچرخه‌سوار اهل مکزیک بود.
وی در مسابقات کشوری و بین‌المللی در مجموع برندهٔ ۱ مدال نقره، ۱ مدال برنز شده‌است.